# جفری لائو
جفری لائو (انگلیسی: Jeffrey Lau؛ زادهٔ ۲ اوت ۱۹۵۲) یک کارگردان فیلم، فیلم‌نامه‌نویس، تهیه‌کننده و هنرپیشه اهل هنگ کنگ است.